# فرودگاه آبی پرنت
فرودگاه آبی پرنت (به انگلیسی: Parent Water Aerodrome) یک فرودگاه خصوصی است که یک باند فرود آب دارد. این فرودگاه در کشور کانادا قرار دارد و در ارتفاع ۴۱۱ متری از سطح دریا واقع شده است.